# Chapelle du Sacré-Cœur de Grand Teton
La chapelle du Sacré-Cœur (anglais : Chapel of the Sacred Heart) est une chapelle américaine dans le comté de Teton, dans le Wyoming. Protégée au sein du parc national de Grand Teton, elle est située sur les bords du lac Jackson. Construite dans les années 1930 dans un style rustique, cette chapelle catholique a été modifiée en 2003.